# 亞馬遜河黑森鯰
亞馬遜河黑森鯰，為輻鰭魚綱鯰形目鼬鯰科的其中一種，為熱帶淡水魚，分布於南美洲奧里諾科河、亞馬遜河及埃塞奎博河流域，體長可達24.7公分，棲息在底中層水域，生活習性不明。

## 扩展阅读
維基物種上的相關：亞馬遜河黑森鯰